# Вольтер Герхард Андрійович
Герхард Андрійович Вольтер (нар. 5 жовтня 1923, с. Крупошин Ємільчинського району Житомирської області — 19 вересня 1998, Київ) — письменник, автор книги «Зона повного спокою» про долю німців на території СРСР, доцент.

## Навчання
Г.Вольтер — народився в 1923 році у селі Крупошин Житомирської області в родині коваля.
В червні 1941 року він закінчив середню школу в місті Красноармійську Сталінської (Донецької) області в переддень війни.
У червні-липні 1941 року Г.Вольтер неодноразово звертався до органів влади з проханням прийняти його до Червоної Армії добровольцем. Однак у проханні було відмовлено за національною ознакою.

## Заслання
У вересні 1941 року Г.Вольтер, як етнічний німець був насильно переселений з України в Акмолінську область Казахстану.
З січня 1942 по серпень 1946 рр. він перебував у робітничо-мобілізованих таборах ГУТАБу НКВС СРСР. Він переніс важкі випробування в таборах в роки Другої світової війни та в повоєнні роки.
Як трудовий мобілізований Г.Вольтер брав участь у будівництві мережі металургійних комбінатів Бакалстрой НКВС СРСР в м. Бакал Челябінської області.
В 1947 році Г.Вольтер був звільнений після скасування «трудармії».

## Педагогічна діяльність
Він відразу одружився. Невдовзі в родині народилась донька Світлана.
Г.Вольтер в цей час почав працював учителем початкової школи.
Також він заочно навчався на історичних факультетах Челябінського вчительського і Чимкентського педагогічного інститутів.
В 1959 році з'явилась перша газетна публікація Г.Вольтера.
З 1972 року він почав викладати філософію у Джамбульскому гідромеліоративному інституті. До виходу на пенсію в 1989 році, Р.Вольтер був доцентом кафедри філософії Інституту мистецтв у місті Фрунзе.

## Еміграція
З 1989 року Г.Вольтер вийшов на пенсії і відразу ж переїхав в м. Даугавпілс (Латвія). У грудні 1995 він переїхав на постійне місце проживання в Німеччину..

## Громадська діяльність
Він активний учасник руху російських німців за національне відродження, учасник підготовки загальнонаціональних з'їздів.
Г.Вольтер працював у Всесоюзному суспільстві «Відродження», а пізніше — в Міждержавній Раді російських німців. Протягом кількох років очолював фонд «Більдунг».
У 1998 р. співробітник газети «Дойчер Канал» (Київ).

## Смерть
Помер Г.Вольтер 19 вересня 1998 року. Похований у м. Фульда (Німеччина).

## Літературна діяльність
Герхард Вольтер — автор декількох книг, журнальних і газетних статей, нарисів.
Найбільш відома серед них - документально-публіцистична книга «Зона повного спокою». Доступна вільна електронна версія книги Герхарда Вольтера [Архівовано 18 вересня 2011 у Wayback Machine.] в Музеї та громадському центрі ім. А.Сахарова.
Це книга про суворі випробування, що випали на долю радянських німців і громадян інших національностей СРСР у сталінських таборах ГУТАБу НКВС СРСР, колишніх репресованих або трудмобілізованих.
Основою книги послужили численні свідчення очевидців, власні спогади автора, документи тих часів, фотографії. Матеріали та свідчення, викладені в книзі, підтверджують тотальне вилучення продуктів харчування у селян України в період Голодомору 1932—1933 років, що стало однією з причин масового голодомору серед сільського населення на тлі неврожаю 1933 року.
Герхард Вольтер стверджує, що на території північно-західної України радянською владою з особливою витонченістю вилучалися останні продукти харчування у селян — на думку автора, так Сталін мстився заможному селянству за невдалу колективізацію на Україні. У книзі наводяться документальні докази і свідчення нелюдського ставлення до людей з боку відомих радянських діячів тих часів. Докладно, документально і доказово розкрита маловідома і жорстока сторона діяльності відомого радянського діяча Комаровського А. Н. як начальника управління таборів ГУТАБу НКВС Бакалстроя.
Книга декілька разів перевидавалась. Кожне наступне видання доповнювалося інформацією, уточненнями, новими документами. Перше видання, сильно спрощене цензорами, побачило в світ у 1993 р. Друге видання, доповнене та виправлене, вийшло в 1998 р.
Книга була видана за сприяння Міністерства Російської Федерації у справах національностей та федеративних відносин.